# العارين
قرية العارين هي إحدى القرى التابعة لمركز فاقوس في محافظة الشرقية في جمهورية مصر العربية. حسب إحصاءات سنة 2006، بلغ إجمالي السكان في العارين 6205 نسمة، منهم 3183 رجل و3022 امرأة.

## التاريخ
قرية العارين من القرى القديمة، حيث وردت باسم «العرين» من أعمال الشرقية في كتاب «التحفة السنية في أسماء البلاد المصرية» لابن الجيعان الذي حصر القرى المصرية بعد الروك الناصري الذي أجراه السلطان المملوكي الناصر محمد بن قلاوون سنة 715هـ/1315م، وقال ابن الجيعان أنها من كفور منزل ميمون. وفي العصر العثماني وردت باسم «العرين» في التربيع العثماني الذي أجراه الوالي العثماني سليمان باشا الخادم في عصر السلطان العثماني سليمان القانوني ضمن قرى ولاية الشرقية، وفي تاريخ 1228هـ/1813م الذي عدّ قرى مصر بعد المسح الذي قام به محمد علي باشا باسم «العارين» ضمن قرى مديرية الشرقية.
في 29 ذي الحجة 1279هـ الموافق 16 يوليو 1863م، صدر قرار بإنشاء «قسم العارين» لتكون القرية قاعدة لهذا القسم الذي ضمّ حينئذ 88 بلدة من بلاد مديرية الشرقية. وفي سنة 1871م، تغيّر الاسم إلى «مركز العارين». ثم تقرّر نقل قاعدة المركز سنة 1884م إلى فاقوس مع بقاء المركز تحت اسم «مركز العارين» حتى 22 فبراير 1896م حيث صدر قرار بتسمية المركز باسم «مركز فاقوس».